# Teupan
Teupan, även benämnd Piedras Negras, är en ort i Mexiko, tillhörande kommunen Jilotepec i den västra delen av delstaten Mexiko. Orten hade 895 invånare vid folkräkningen 2010.